# 20a etapa del Tour de França de 2014
La 20a etapa del Tour de França de 2014 es disputà el dissabte 26 de juliol de 2014 sobre un recorregut de 54 km entre les localitats franceses de Brageirac i Perigús, sota la modalitat de contrarellotge individual.
El clar vencedor de l'etapa fou l'alemany Tony Martin (Omega Pharma-Quick Step), que s'imposà per un minut i 39 segons a Tom Dumoulin (Giant-Shimano) i un minut i 47 segons a Jan Bárta (NetApp-Endura). Per primera vegada des del Tour de França de 1984, en què Laurent Fignon va guanyar el Tour seguit per Bernard Hinault, dos ciclistes francesos ocuparen places de podi, ja que Jean-Christophe Péraud (AG2R La Mondiale) confirmà la seva qualitat com a contrarellotgista i passà a ocupar la segona posició en la general, mentre Thibaut Pinot (FDJ) es va fer amb la tercera posició final.

## Recorregut
Única contrarellotge individual de la present edició del Tour, amb un recorregut trencacames, ja que tot i no comptar amb cap cota puntuable sí que compta amb diverses ascensions en els seus 54 quilòmetres. Durant el recorregut s'estableixen dos punts de control de temps intermedis, als quilòmetres 19 i 39. Per trobar un Tour amb una sola contrarellotge cal remuntar-se a l'edició de 1953.

## Desenvolupament de l'etapa
La sortida de la contrarellotge es va fer seguint l'ordre invers a la classificació general i el xinès Ji Cheng, darrer classificat, fou el primer a sortir, però el primer a finalitzar l'etapa fou Davide Cimolai. Arnaud Démare, Adrien Petit i Vladímir Isaitxev també lideraren l'etapa, però el primer temps significatiu el va fer Danny Pate en baixar per primera vegada de l'hora i deu minuts. El temps de Pate fou superat per Jan Bárta (NetApp-Endura) per poc més d'un minut, però amb l'arribada de Tony Martin (Omega Pharma-Quick Step), que tancà el temps en 1h 06' 21", s'acabà l'emoció per saber el vencedor de l'etapa, ja que cap altre corredor s'acostà al seu temps. En la lluita per les classificacions d'honor, Vincenzo Nibali (Astana Qazaqstan Team) confirmà el seu liderat i fou el millor d'entre els favorits, però el més significatiu va ser que els francesos Jean-Christophe Péraud (AG2R La Mondiale) i Thibaut Pinot (FDJ) confirmaren les seves posicions de podi en detriment d'Alejandro Valverde (Movistar Team).

## Resultats

### Classificació de l'etapa
|    | Ciclista                     | Equip                   | Temps      |
| -- | ---------------------------- | ----------------------- | ---------- |
| 1  | Tony Martin (GER)            | Omega Pharma-Quick Step | 1h 06' 21" |
| 2  | Tom Dumoulin (NED)           | Giant-Shimano           | + 1' 39"   |
| 3  | Jan Bárta (CZE)              | NetApp-Endura           | + 1' 47"   |
| 4  | Vincenzo Nibali (ITA)        | Astana Qazaqstan Team   | + 1' 58"   |
| 5  | Leopold König (CZE)          | NetApp-Endura           | + 2' 02"   |
| 6  | Tejay van Garderen (USA)     | BMC Racing Team         | + 2' 08"   |
| 7  | Jean-Christophe Péraud (FRA) | AG2R La Mondiale        | + 2' 27"   |
| 8  | Sylvain Chavanel (FRA)       | IAM Cycling             | + 2' 36"   |
| 9  | Markel Irizar (ESP)          | Trek Factory Racing     | + 2' 39"   |
| 10 | Daniel Oss (ITA)             | BMC Racing Team         | + 2' 58"   |

### Punts atribuïts
- Esprint final de Perigús (km 54)

| 1r  | Tony Martin (GER)            | Omega Pharma-Quick Step | 20 pts |
| 2n  | Tom Dumoulin (NED)           | Giant-Shimano           | 17 pts |
| 3r  | Jan Bárta (CZE)              | NetApp-Endura           | 15 pts |
| 4t  | Vincenzo Nibali (ITA)        | Astana Qazaqstan Team   | 13 pts |
| 5è  | Leopold König (CZE)          | NetApp-Endura           | 11 pts |
| 6è  | Tejay van Garderen (USA)     | BMC Racing Team         | 10 pts |
| 7è  | Jean-Christophe Péraud (FRA) | AG2R La Mondiale        | 9 pts  |
| 8è  | Sylvain Chavanel (FRA)       | IAM Cycling             | 8 pts  |
| 9è  | Markel Irizar (ESP)          | Trek Factory Racing     | 7 pts  |
| 10è | Daniel Oss (ITA)             | BMC Racing Team         | 6 pts  |
| 11è | Danny Pate (USA)             | Team Sky                | 5 pts  |
| 12è | Thibaut Pinot (FRA)          | FDJ                     | 4 pts  |
| 13è | Martin Elmiger (SUI)         | IAM Cycling             | 3 pts  |
| 14è | Maciej Bodnar (POL)          | Cannondale              | 2 pts  |
| 15è | Svein Tuft (CAN)             | Orica-GreenEDGE         | 1 pt   |

## Classificacions a la fi de l'etapa

### Classificació general
|    | Ciclista                     | Equip                   | Temps       |
| -- | ---------------------------- | ----------------------- | ----------- |
| 1  | Vincenzo Nibali (ITA)        | Astana Qazaqstan Team   | 86h 37' 52" |
| 2  | Jean-Christophe Péraud (FRA) | AG2R La Mondiale        | + 7' 52"    |
| 3  | Thibaut Pinot (FRA)          | FDJ                     | + 8' 24"    |
| 4  | Alejandro Valverde (ESP)     | Movistar Team           | + 9' 55"    |
| 5  | Tejay van Garderen (USA)     | BMC Racing Team         | + 11' 44"   |
| 6  | Romain Bardet (FRA)          | AG2R La Mondiale        | + 11' 46"   |
| 7  | Leopold König (CZE)          | NetApp-Endura           | + 14' 41"   |
| 8  | Haimar Zubeldia (ESP)        | Trek Factory Racing     | + 18' 12"   |
| 9  | Laurens ten Dam (NED)        | Belkin Pro Cycling Team | + 18' 20"   |
| 10 | Bauke Mollema (NED)          | Belkin Pro Cycling Team | + 21' 24"   |

### Classificació per punts
|    | Ciclista                 | Equip         | Punts   |
| -- | ------------------------ | ------------- | ------- |
| 1r | Peter Sagan (SVK)        | Cannondale    | 417 pts |
| 2n | Bryan Coquard (FRA)      | Team Europcar | 253 pts |
| 3r | Alexander Kristoff (NOR) | Team Katusha  | 247 pts |

### Classificació de la muntanya
|    | Ciclista                | Equip                 | Punts   |
| -- | ----------------------- | --------------------- | ------- |
| 1r | Rafał Majka (POL)       | Team Tinkoff-Saxo     | 181 pts |
| 2n | Vincenzo Nibali (ITA)   | Astana Qazaqstan Team | 168 pts |
| 3r | Joaquim Rodríguez (CAT) | Team Katusha          | 112 pts |

### Classificació del millor jove
|    | Ciclista                 | Equip                   | Temps        |
| -- | ------------------------ | ----------------------- | ------------ |
| 1r | Thibaut Pinot (FRA)      | FDJ                     | 86h 46' 16"  |
| 2n | Romain Bardet (FRA)      | AG2R La Mondiale        | + 3' 22"     |
| 3r | Michał Kwiatkowski (POL) | Omega Pharma-Quick Step | + 1h 12' 25" |

### Classificació per equips
|    | Equip                   | Temps        |
| -- | ----------------------- | ------------ |
| 1r | AG2R La Mondiale        | 260h 24' 10" |
| 2n | Belkin Pro Cycling Team | + 34' 44"    |
| 3r | Movistar Team           | + 1h 05' 44" |

## Abandonaments
No hi hagué cap abandonament durant l'etapa.